# Аурискальпиум
Ауриска́льпиум (лат. Auriscalpium) — род грибов, входящий в семейство Аурискальпиевые (Auriscalpiaceae).

## Описание
- Плодовые тела шляпконожечные.
- Шляпка ворсистая или гладкая, с кутикулой или без неё. Гименофор шиповатый,окрашен в различные оттенки коричневого. Глеоцистиды многочисленны.
- Ножка ворсистая или гладкая, центральная или эксцентрическая.
- Мякоть мягкая или кожистая, белого или коричневатого цвета.
- Споровый порошок белого цвета. Споры бесцветные, эллиптической или почти шаровидной формы, бородавчатые, шиповатые или гладкие амилоидные. Базидии четырёхспоровые, бесцветные, булавовидной формы.

## Экология
Представители рода произрастают на упавших шишках, мёртвой древесине или во мху.

## Таксономия

### Синонимы
- Pleurodon Quél. ex P. Karst., 1881

### Виды
Род Аурискальпиум включает около 8 видов.
- Auriscalpium andinum (Pat.) Ryvarden, 2001
- Auriscalpium barbatum Maas Geest., 1978
- Auriscalpium dissectum Maas Geest. & Rammeloo, 1979
- Auriscalpium gilbertsonii Ryvarden, 2001
- Auriscalpium luteolum (Fr.) P. Karst., 1879
- Auriscalpium umbella Maas Geest., 1971
- Auriscalpium villipes (Lloyd) Snell & E.A. Dick, 1958
- Auriscalpium vulgare Gray, 1821 — Аурискальпиум обыкновенный